# Jean de Mailly (dominicain)
Pour les articles homonymes, voir Jean de Mailly et Mailly.
Jean de Mailly (vivant en 1220), était un chroniqueur et moine profès du couvent dominicain de Metz.

## Biographie
Il compose vers 1240 à la demande du clergé de l'époque des légendiers lui permettant de mettre à la portée du peuple les textes hagiographiques. Il connaît un succès immédiat car son langage est clair, simple, accessible aux petites gens, à qui ils donnent du merveilleux et des détails concrets.
C'est lui qui est le premier (dans sa Chronica universalis en 1255) à faire mention de la  Papesse Jeanne, thème qui sera repris par deux autres dominicains, Étienne de Bourbon vers 1260, et en 1280, Martin de Pologne, chapelain de plusieurs papes dans les années 1260-1270, et qui sera enfin traité par Boccace en 1353.
La prophétie du cerf apparaît chez lui en 1225 et sera reprise par Vincent de Beauvais (1244-1247), puis Jacques de Voragine dans la Légende dorée : cf. la légende de saint Julien l'hospitalier.

## Œuvres
(liste non exhaustive)
- Abbrevatio, œuvre qui connaîtra un succès retentissant, puisque diffusée non seulement en France, mais aussi en Angleterre et en Italie. Elle servira d'inspiration à Jacques de Voragine pour sa Légende dorée. Ce genre littéraire est dans le style des Légendiers, mais contrairement à ces derniers ne fonctionne pas par compilation. Ce style a fait son apparition avec les ordres mendiants au début du XIIIe siècle
- 1243 -  Abbreviatio in gestis et Miraculis Sanctorum sive summa de Vitis Sanctorum  soit Les Gestes et Miracles des Saints[2].
- 1255 - Chronica universalis